# Hannah M. Cotton
Hannah M. Cotton-Paltiel (hebräisch חנה מ כותן–פלטיאל, geb. 28. August 1946 in Jerusalem) ist eine israelische Epigraphikerin und Althistorikerin.
Cotton war von 1979 bis 1994 Dozentin (Lecturer, bzw. Senior Lecturer) für Alte Geschichte und Altphilologie an der Hebräischen Universität Jerusalem. Sie wurde 1994 außerordentliche Professorin; ab 1997 hatte sie eine ordentliche Professur für Alte Geschichte und Altphilologie. Von 2003 bis zu ihrer Emeritierung hatte sie den Shalom Horowitz Lehrstuhl für Altphilologie an der Hebräischen Universität inne.
Cotton ist korrespondierendes Mitglied des Deutschen Archäologischen Instituts und seit 2007 Präsidentin der israelischen Gesellschaft zur Förderung altsprachlicher Studien.
Sie ist Mitherausgeberin des Corpus Inscriptionum Iudaeae / Palaestinae.
2010 wurde sie zum ordentlichen Mitglied der Academia Europaea gewählt.